# Chlorotiazyd
Chlorotiazyd (łac. chlorothiazidum) – wielofunkcyjny organiczny związek chemiczny, pochodna benzotiadiazyny, tiazydowy lek moczopędny, stosowany w leczeniu nadciśnienia tętniczego oraz obrzęków, blokujący symporter sodowo-chlorowy w kanaliku dystalnym.

## Mechanizm działania
Chlorotiazyd blokuje symporter sodowo-chlorowy w kanaliku dystalnym nefronu. Efektem jest hamowanie zwrotnego wchłaniania sodu, co powoduje zwiększone wydalanie sodu, chloru, wody, jonów wodorowych, potasowych i magnezowych oraz zmniejszone wydalanie jonów wapniowych.

## Zastosowanie
- nadciśnienie tętnicze[1]
- obrzęki spowodowane przez niewydolność serca, marskość wątroby oraz leczenie estrogenami lub kortykosteroidami[1]

W 2016 roku chlorotiazyd nie był dopuszczony do obrotu w Polsce.

## Działania niepożądane
Chlorotiazyd może powodować następujące działania niepożądane:
- osłabienie
- hipotensja
- hipotensja ortostatyczna
- zapalenie trzustki
- żółtaczka
- biegunka
- wymioty
- zapalenie ślinianki
- kurcze mięśniowe
- zaparcie
- podrażnienie żołądka
- nudności
- anoreksja
- niedokrwistość aplastyczna
- agranulocytoza
- leukopenia
- niedokrwistość hemolityczna
- anafilaksja
- nadwrażliwość skórna
- zaburzenia gospodarki wodnej
- fotosensytyzacja
- hiperglikemia
- cukromocz
- hiperurykemia
- zawroty głowy
- parestezje
- ból głowy
- niepokój
- śródmiąższowe zapalenie nerek
- niewydolność nerek
- rumień wielopostaciowy
- erytrodermia
- łysienie
- ksantopsja
- nieostre widzenie
- impotencja